# Ante Gadža
Ante Gadža (Zagreb, 26 de agosto de 1992) es un jugador de balonmano croata que juega de central en el Wacker Thun. Es internacional con la selección de balonmano de Croacia.
Su primer gran campeonato con la selección fue el Campeonato Europeo de Balonmano Masculino de 2022.

## Palmarés

### RK Zagreb
- Liga de Croacia de balonmano (1): 2011
- Copa de Croacia de balonmano (1): 2011

### RK Vardar
- Liga de Macedonia del Norte de balonmano (2): 2021, 2022
- Copa de Macedonia del Norte de balonmano (2): 2021, 2022

## Clubes
| Club           | País                | Año         |
| -------------- | ------------------- | ----------- |
| RK Zagreb      | Croacia             | 2010 - 2011 |
| RK Medvescak   | Croacia             | 2011 - 2012 |
| MRK Umag       | Croacia             | 2012 - 2014 |
| RK Nexe Našice | Croacia             | 2014 - 2019 |
| RK Zagreb      | Croacia             | 2019 - 2020 |
| RK Vardar      | Macedonia del Norte | 2020 - 2023 |
| Al Noor        | Arabia Saudita      | 2023 - 2024 |
| RK Nexe Našice | Croacia             | 2024        |
| Wacker Thun    | Suiza               | 2024 - Act. |